# Hypogastrura barguzini
Hypogastrura barguzini (лат.) — вид коллембол из семейства Hypogastruridae.
Россия, Восточная Сибирь, Бурятия: Баргузинский заповедник (отсюда и видовое название).

## Описание
Мелкие шестиногие ногохвостки с прыгательной вилкой снизу на четвёртом сегменте брюшка. Длина около 2 мм. Окраска коричнево-фиолетовая. От близких видов отличаются следующими признаками: на пятом сегменте брюшка есть дополнительные m-хеты; первый членик усика с семью щетинками; зацепка на третьем сегменте брюшка с 3+3 зубцами; денс с 7 хетами на дорсальной поверхности. Обнаружены на берегу озера Байкал на выбросах водорослей.